# Émile Carrara
Émile Jean Joseph Carrara, född den 11 januari 1925 i Argenteuil, död den 28 april 1992 i Köpenhamn, var en fransk tävlingscyklist. Hans största framgångar på landsväg var segerarna i Grand Prix des Nations (ITT) 1944 och Critérium des As (motorpace) 1947, medan han på bana vann tio sexdagarslopp (fem av dem med Guy Lapébie som partner) och blev fransk mästare i individuellt förföljelselopp.

## Meriter
| 1944 Vinnare av Grand Prix des Nations 1945 Vinnare av Paris-Évreux 2:a i Grand Prix des Nations 1946 Vinnare av etapp 2 i Tour de l'Ouest 5:a i Liège–Bastogne–Liège 1947 Vinnare av Critérium des As 2:a i Critérium National de la Route 1949 4:a i Critérium des As 1950 6:a i Critérium des As | 1947 Fransk mästare i individuellt förföljelselopp 1948/1949 Vinnare av Saint-Étiennes sexdagars med Roger Godeau 1950/1951 Vinnare av Hannovers sexdagars med Guy Lapébie Vinnare av Münchens sexdagars med Guy Lapébie 1951/1952 Vinnare av Berlins sexdagars (nov./dec.) med Guy Lapébie Vinnare av Berlins sexdagars (mars) med Guy Lapébie Vinnare av Dortmunds sexdagars med Guy Lapébie 1952/1953 Vinnare av Saint-Étiennes sexdagars med Georges Senfftleben Vinnare av Hannovers sexdagars (november) med Georges Senfftleben Vinnare av Berlins sexdagars (nov./dec.) med Neinz Zoll 1954/1955 Vinnare av Berlins sexdagars (oktober) med Dominique Forlini 1957/1958 Tvåa i madison vid Europamästerskapen med Georges Senfftleben |